# Varxan
Varxan è un comune dell'Azerbaigian situato nel distretto di Saatlı.